# 수루시카리스
수루시카리스(Surusicaris)는 캐나다 브리티시 컬럼비아 주의 버지스 셰일에서 발견한 이매성 갑각을 가진 멸종한 절지동물의 한 속이다. 쥐어잡을 수 있는 가시가 돋은 전방부속기를 가진 이속시스와 밀접한 관련이 있는 것으로 보고 있다.

## 해부구조

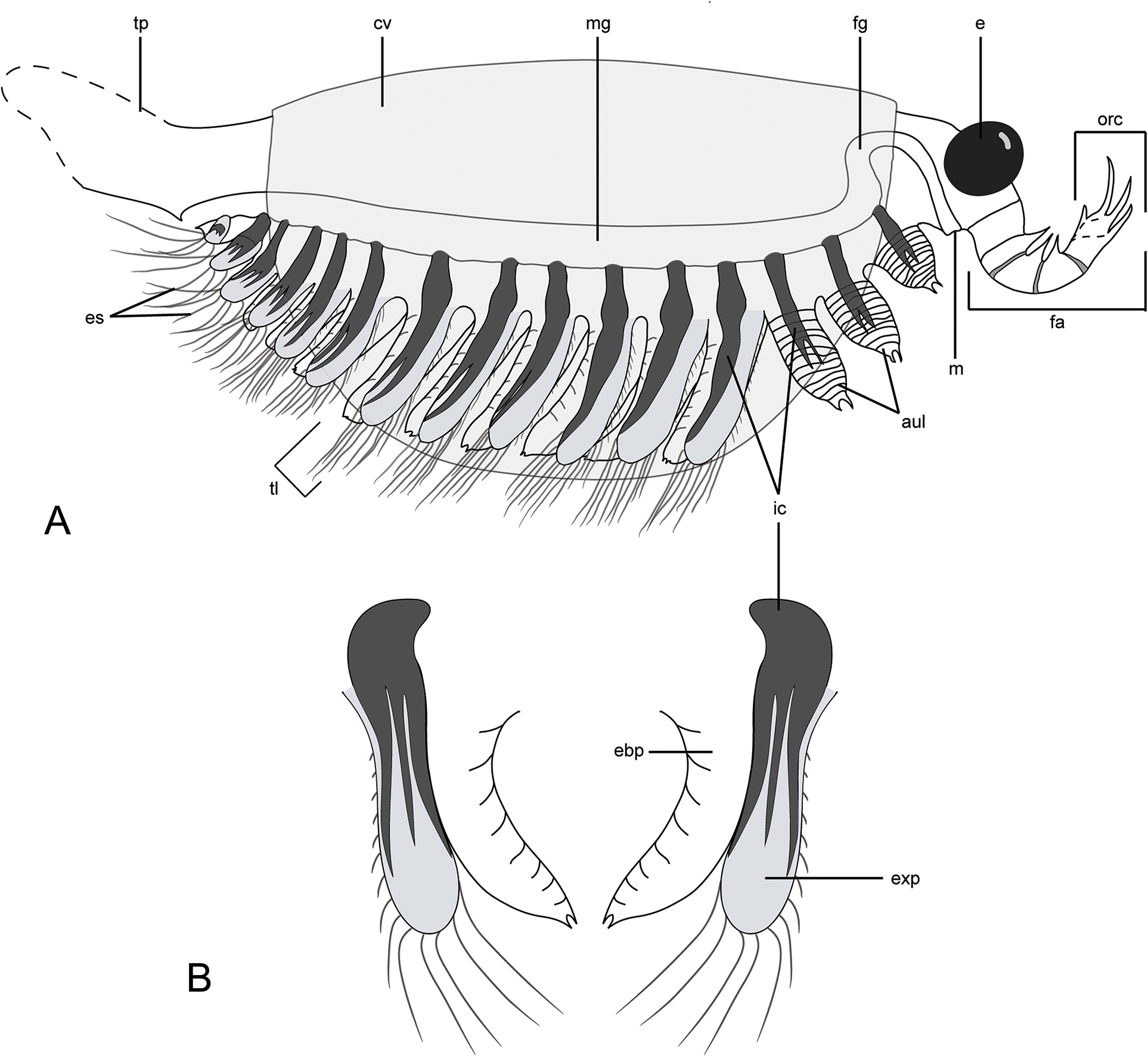
수루시카리스의 구조도

유일한 모식표본(ROM 62976) 기준으로, 대략 0.89cm 크기에 길이는 1.49cm에 가까운, 거의 반원형의 이매성 갑각을 지녔다. 머리는 동그란 눈 한 쌍을 가졌으며, 최소 다섯 마디로 체절화한 위로 꺾인 전방 부속지 한 쌍이 달려있다. 전방 부속지의 제2, 3, 4마디에는 세개의 긴 옆가시가 달린 가시가 나 있고 제5마디(끝마디)에는 짧은 가시가 최소 한 개 나 있다. 또, 머리에는 다른 다리가 세 쌍 있는데  뭉특하며 일분지이고 단단하지 않으며 고리마디가 보인다. 발 끝에는 둘로 쪼개진 발톱이 있다. 몸통을 따라 12쌍의 이분지가 나 있으며 뒤로 갈수록 크기가 작아진다. 전체적인 다리의 생김새는 단순하고 그 중 안다리의 생김새는 앞에 있는 머리에 달린 일분지 세 쌍과도 닮은 점이 있다. 반면 바깥다리는 길다란 음엽 같아보이며 아마도 편평하고 그 테두리에 센털이 나 있었을 것이다. 길이는 안쪽의 다리와 거의 같다. 몸 뒷부분은 보존량이 나쁘나 돌출부가 2개이거나 지느러미를 갖춘 꼬리 부위일 수 있다.

## 계통분류와 생태
수루시카리스는 이속시스목 이속시스과의 구성원에 위치해 있다. 이속시스류는 초기 줄기군 절지류로 간주받는다. 이속시스류는 활발하게 유영하는 포식자로 여겨진다.

## 같이 보기
- 버지스 셰일